# فضاپیمای سایوز
فضاپیمای سایوز (به روسی: Союз) پرکارترین، پراستفاده‌ترین و پرعمرترین فضاپیمای سرنشین‌دار جهان است. این فضاپیما در اوایل دهه شصت میلادی زیر نظر سرگئی کارالیوف ابتدا به منظور سفر انسان به ماه طراحی شد. پس از پایان مسابقه فضایی برای رسیدن به ماه، سایوز برای حمل فضانوردان شوروی سابق و سایر کشورها به ایستگاه‌های فضایی سالیوت و آلماز بکار رفت. در سال ۱۹۷۵ میلادی در طی پروژه آزمایشی آپولو-سایوز نقش مهمی بازی کرد، و پس از آن وسیله اصلی برای رفت‌وآمد به ایستگاه فضایی میر بود. امروزه، گونه‌های جدید فضاپیمای سایوز برای فرستادن فضانوردان به مدار زمین و ایستگاه فضایی بین‌المللی بکار می‌روند. در آینده از سایوز برای سفر به ماه استفاده خواهد شد.
نخستین پرواز آزمایشی و بدون سرنشین سایوز در تاریخ ۷ آذر ۱۳۴۵ (۲۸ نوامبر ۱۹۶۶) و نخستین پرواز سرنشین‌دار آن در تاریخ ۳ اردیبهشت ۱۳۴۶ (۲۳ آوریل ۱۹۶۷) انجام شد. انوشه انصاری در تاریخ ۲۷ شهریور ۱۳۸۵ (۱۸ سپتامبر ۲۰۰۶) توسط فضاپیمای سایوز تی‌ام‌ای-۹ به ایستگاه فضایی بین‌المللی پرواز کرد. پیش از او، عبدالاحد مومنداولین فضانورد افغانستان در تاریخ ۷ شهریور ۱۳۶۷ (۲۹ اوت ۱۹۸۸) از پایگاه فضایی بایکونور توسط فضاپیمای سایوز تی‌ام-۶ به ایستگاه فضایی میر پرواز کرده بود.
برای پرتاب سایوز به مدار زمین، از راکتی به همین نام یعنی راکت سایوز استفاده می‌شود.
واژه سایوز در زبان روسی به معنای «اتحاد» است.
برنامه سایوز پس از برنامه‌های واستوک و واسخود، سومین برنامه فضایی سرنشین‌دار شوروی بود.
سخت‌افزارهای اصلی برنامه فضایی سایوز عبارت بودند از فضاپیمای سایوز و موشک سایوز. مدیریت برنامه سایوز در حال حاضر بر عهده سازمان فضایی روسیه است یاد آوری شود که سایوز از ۳ بخش درست شده که محموله موتور و مکان فضانوردها می‌باشد.

## دستورعمل

### پرتاب
سایوز دارای سه بخش اصلی است اما در مدل نو آن (معرفی شده در سال ۲۰۰۰) می‌تواند با استفاده از یک مدارگرد جداگانه که سوار فضاپیما سایوز یا ماهواره که توسط راکت سایوز حمل می‌شود، به مرحله جهارم در نتیجه به تمامی مدارهای زمین دسترسی داشته باشد. مرحله (stage) اول سایوز شامل سوختن پیشرانش‌ها (booster) به همراه بخش مرکزی (Core) می‌شود. معمولاً پس از ۱۱۸ ثانیه بوسترها خاموش و توسط ونت (vent)های اکسیژن از راکت جدا می‌شوند. چند ثانیه پیش از این، برج فرار (escape tower) که وظیفه نجات فضانوزدان در ارتفاع پائین را دارد، از راکت جدا شده‌است. سپس راکت با بخش مرکزی برای حدود ۱۲۷ ثانیه (۲۹۰ از پرتاب) ادامه می‌دهد و در این نقطه بخش مرکزی یا مرحله دوم از راکت جدا می‌شود. موتور بخش سوم یک تا دو ثانیه پیش از جداشدن بخش دوم روشن شده تا کمکی برای جدا شدن این قسمت باشد - بسته به ارتفاع بالا راکت، سرعت بالای آن و عدم وجود یک اتمسفر قوی که اصظحکاک آن بخش دوم را کند کند، روشن شدن موتور پیش از جداسازی مهم است - بخش سوم بسته به اینکه مأموریت پرتاب چیست، یا ماهوراه را در سرعت و مدار انتهایی قرار می‌دهد یا فضاپیمایی که کیهان نوردان را حمل می‌کند را در مداری که پیش از الحاق با ایستگاه فضایی جای می‌دهد؛ در سناریو الحاق به ایستگاه فضایی، خود فضاپیما آخرین تغییرات در مدار خود برای ملاقات با ایستگاه را با استفاده از موتور سوخت مایع در پشت گردونه سرویس انجام می‌دهد؛ امکان استفاده از این موتور برای الحاق نیست و کنترل وسیله با موتورهای پیشران جو (ACR) انجام می‌شود.

### فرود
پس از جداسازی از ایستگاه کیهانی جهانی، کیهانپیما سایوز سه گردونه خود را از هم جدا می‌کند. دو گردونه سرویس و مدار در به جو سقوط کرده و می‌سوزند یا در موارد نادر در مدار باقی می‌مانند؛ گردونه فرود که کیهان نوردان در آن قرار دارند در طی یک کاهش ارتفاع کنترل شده از جو گذشته و در ارتفاع و سرعت معین چتر خود را بازمیکند، آخرین مرحله، موتورهای موشک کوچکی سرعت فضاپیما را در سه متری سطح کم می‌کنند. دریچه (hatch) از بیرون باز شده و کیهان نوردان از سفینه خارج می‌شوند.

## ساختار سایوز

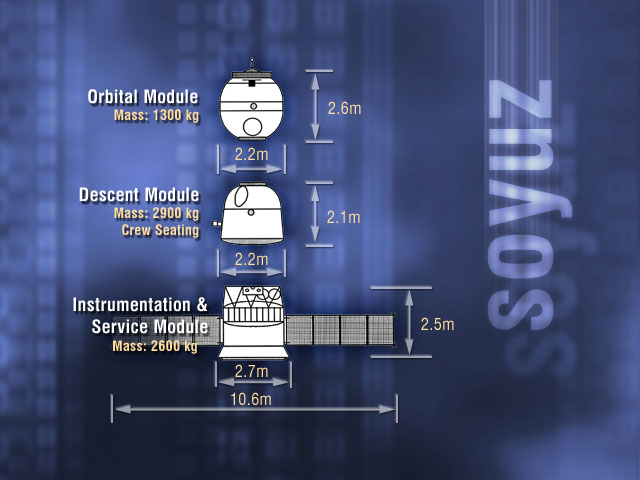
بخش‌های سه‌گانه سایوز

فضاپیمای سایوز دارای سه بخش یا گردونه است:
- گردونه مداری یا مسکونی (کروی شکل) در جلوی فضاپیما
- گردونه بازگشتی یا فرود (مخروطی-کروی) در وسط
- گردونه سرویس‌دهی (استوانه‌ای شکل)

فضانوردان می‌توانند در گردونه‌های مداری و فرود سایوز زندگی و کار کنند. گردونه سرویس‌دهی برای کار انسان مناسب نیست، و تنها ابزار کنترل پرواز، مخابراتی، کامپیوترها و موتورهای فضاپیما در آن نگهداری می‌شود.
گردونه‌های مداری و سرویس‌دهی سایوز یکبار مصرف هستند و پس از پایان هر مأموریت، از بخش فرود جدا می‌شوند در اثر اصطکاک با جو زمین سوخته و از بین می‌روند. گردونه فرود آن دارای لایه‌های محافظ مناسب برای مقاومت در برابر حرارت بسیار بالا است و فضانوردان را به سلامت به زمین برمی‌گرداند.
در هنگام پرتاب، فضاپیمای سایوز در بالاترین قسمت پرتابه سایوز زیر یک پوشش محافظتی قرار می‌گیرد. این پوشش پس از گذشتن از اتمسفر و رسیدن به مدار زمین دور انداخته می‌شود.
سایوز به گونه‌ای طراحی شده که هم می‌تواند پروازی کاملاً خودکار داشته باشد، هم کاملاً توسط فضانوردان و بدون نیاز به مرکز کنترل زمینی هدایت شود.
این فضاپیما ظرفیت حمل سه فضانورد را دارا است. در مرحله پرتاب به فضا و بازگشت به زمین، فضانوردان لباس فضایی می‌پوشند تا حوادث احتمالی مانند افت فشار کابین خطری متوجه آنان نکند.

### گردونهٔ مداری (مسکونی)

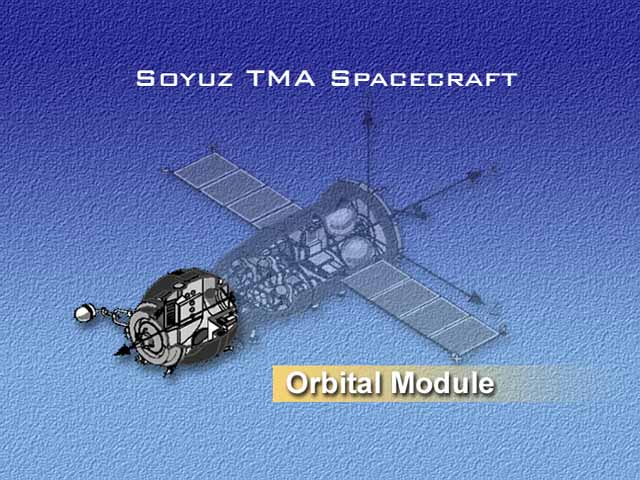
گردونهٔ مداری (مسکونی) سایوز

گردونهٔ مداری یا مسکونی در جلوی فضاپیما واقع شده‌است و با نام مخفف BO (به روسی: Бытовой Отсек) شناخته می‌شود. ابزارآلاتی مانند وسایل آزمایشی، دوربین‌ها، دستگاه‌های مخابراتی، بار، دستگاه‌های اتصال فضایی، دستشویی فضاپیما، و سایر دستگاه‌هایی که برای مرحله بازگشت و فرود سایوز ضروری نیستند در این بخش جاسازی شده‌اند. در گونه‌های جدید سایوز، پنجره کوچکی نیز در این گردونه تعبیه شده که دید بهتری از جلوی فضاپیما برای فضانوردان فراهم می‌کند.
فضانوردان می‌توانند با بستن دریچه بین گردونه مداری و گردونه بازگشتی، این دو بخش را از هم کاملاً جدا کنند. به این ترتیب هنگام انجام راهپیمایی فضایی می‌توان از بخش مداری به عنوان محفظه هوایی استفاده کرد، بدون اینکه مزاحمتی برای فضانوردانی که در گردونهٔ بازگشتی نشسته‌اند پیش آید.
در بیشتر مدل‌های سایوز، سخت‌افزار اتصال و آنتن اصلی جلوی این بخش کار گذاشته می‌شود.

### گردونهٔ بازگشتی (فرود)

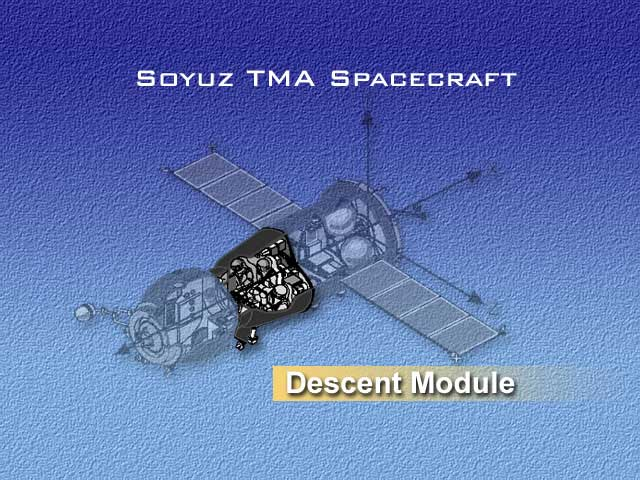
گردونهٔ بازگشتی (فرود) سایوز

گردونهٔ بازگشتی یا گردونهٔ فرود سایوز در میان گردونه‌های مداری و سرویس قرار دارد و با نام مخفف SA (به روسی: Спускаемый Аппарат) شناخته می‌شود. این تنها گردونهٔ سایوز است که به زمین باز می‌گرد. ادوات هدایت فضاپیما در این بخش قرار دارند و فضانوردان از این قسمت می‌توانند فضاپیما را کنترل و خلبانی کنند. سرنشینان هنگام پرتاب سایوز به فضا و هنگام بازگشت آن به زمین در گردونهٔ بازگشتی مستقر می‌شوند. برای بازگشت به زمین، این بخش از دو قسمت دیگر سایوز جدا شده و به تنهایی وارد جو زمین می‌شود. برای مقابله با حرارت شدید ناشی از اصطکاک با اتمسفر، سازه گردونهٔ بازگشتی سایوز با چندین لایه مواد مقاوم در برابر حرارت پوشیده شده‌است.
سیستم پشتیبانی زیست سایوز در گردونهٔ بازگشتی نصب شده‌است. یک دستگاه پیرابین (پریسکوپ) امکان مشاهده جلوی فضاپیما و همچنین سطح زمین را برای فضانوردان فراهم می‌کند.
هنگام بازگشت، نخست اصطکاک با اتمسفر سرعت ورود گردونهٔ فرود را کاهش می‌دهد. سپس، چتر ترمز سرعت را باز هم کاهش داده، در نهایت چتر نجات اصلی باز می‌شود. در فاصله بسیار کمی از سطح زمین، موتورهای ترمز ویژه‌ای که با سوخت جامد کار می‌کنند وارد عمل می‌شوند و گردونهٔ بازگشتی را با سرنشینانش با آرامی روی زمین فرود می‌آورند.

### گردونهٔ سرویس

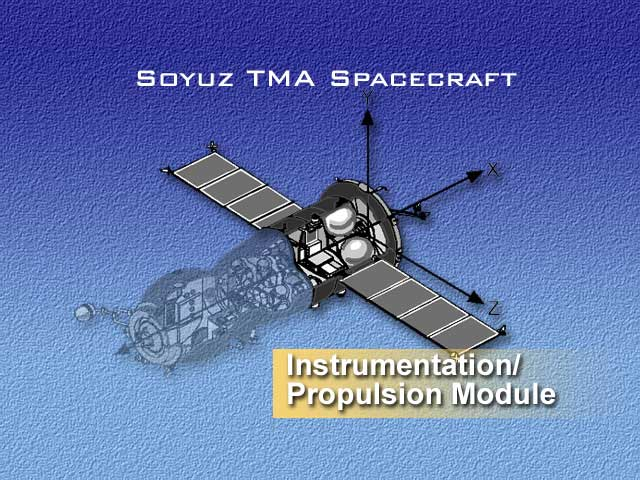
گردونهٔ سرویس (دستگاه‌ها و پیشرانه)

گردونهٔ سرویس سایوز در انتهای فضاپیما قرار دارد و با نام رسمی «گردونهٔ دستگاه‌ها و پیشرانه» و مخفف PAO (به روسی: Приборно-Агрегатный Отсек) شناخته می‌شود. این بخش از ۲ محفظه تشکیل شده‌است:
- محفظه دستگاه‌ها (PO): شامل دستگاه‌های کنترل دما، نیروی الکتریکی، ارتباطات رادیویی دوربرد، و دستگاه‌های کنترل پرواز.
- محفظه پیشرانه (AO): شامل موتور اصلی، و سیستم‌های پیشرانه‌ای است که برای حرکت و مانور در مدار زمین و آماده‌سازی فضاپیما برای بازگشت به زمین بکار می‌روند.

در سطح خارجی گردونهٔ سرویس، دو صفحه انرژی خورشیدی نصب شده‌اند. در طول پرواز مداری، انرژی خورشیدی منبع اصلی انرژی برای دستگاه‌ها و ابزار درون فضاپیما است. هرکدام از این صفحات از چهار قسمت تشکیل شده‌اند که در هنگام پرتاب به صورت تا شده روی هم قرار دارند. پس از قرار گرفتن سایوز در مدار، صفحات باز شده و آغاز به کار می‌کنند. سیستم ناوبری سایوز، چرخش فضاپیما را حول محور خود به‌طور خودکار تنظیم می‌کند به نحوی که صفحات خورشیدی بیشترین میزان نور از خورشید دریافت کنند.

### هدف ساختار سه‌بخشی

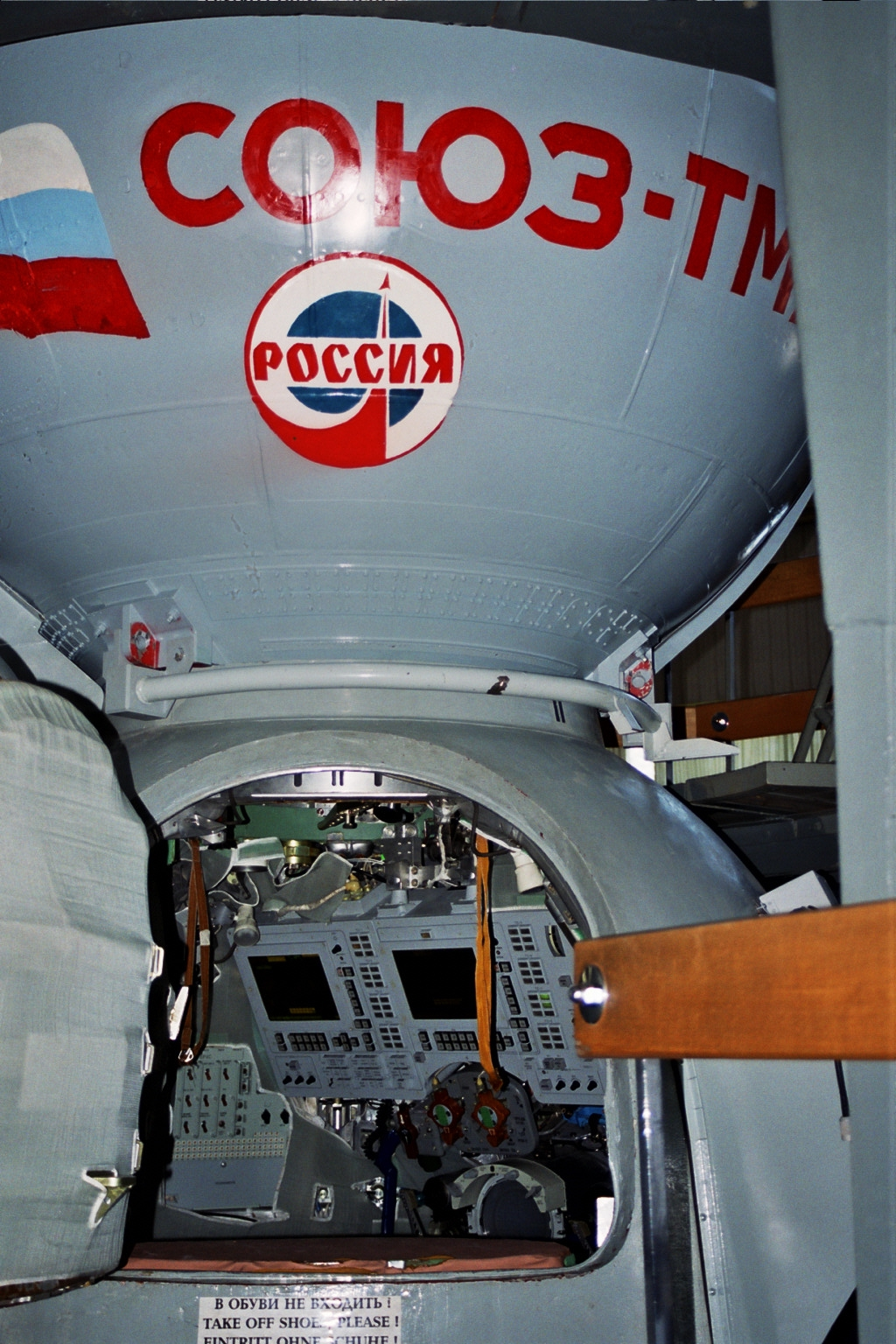
نمایی از شبیه‌ساز سایوز در شهر ستاره (Звезднй Городо) محل آموزش فضانوردان

هدف طراحان و مهندسان سایوز برای تقسیم کردن فضاپیمای سایوز به سه بخش این بود که بتوانند بیشتر ادوات و ابزارآلات مورد نیاز در مأموریت را در گردونهٔ مداری جاسازی کنند. از آنجاییکه گردونهٔ مداری قرار است در جو زمین سوخته شود، نیازی به لایه‌های محافظ اضافی ندارد. در نتیجه نه تنها از وزن فضاپیما کاسته می‌شود، بلکه فضای بیشتری در گردونهٔ بازگشتی برای کار فضانوردان فراهم می‌آید. برای مقایسه، در فضاپیمای آپولو گردونه‌های مداری و فرود از هم جدا نیستند و روی هم «بخش فرمان» نامیده می‌شود. بخش فرمان در آپولو دارای ۶ متر مکعب فضای کار و زندگی برای فضانوردان و وزن ۵۰۰۰ کیلوگرم است. درحالیکه در سایوز، ۹ متر مکعب فضای کاری برای فضانوردان وجود دارد و با این حال وزن کل این مجموعه از بخش فرمان آپولو کمتر است.
همچنین، جداسازی گردونهٔ مداری از گردونهٔ بازگشتی این امکان را به مهندسان می‌دهد که امکانات و دستگاه‌های بخش مداری را بسته به نیاز هر مأموریت تغییر دهند، بدون اینکه نیازی به تغییر یا دستکاری در گردونهٔ بازگشتی باشد.

## سامانه پشتیبانی زیست
سامانه پشتیبانی زیست در سایوز می‌توانند امکان زندگی فضانوردان را برای ۳۰ روز-نفر فراهم کنند. هوای درون کابین ترکیبی از اکسیژن و نیتروژن با فشار جزئی معادل سطح دریا است. بیشتر گاز دی‌اکسید کربن و بخار آب درون کابین توسط کپسول‌های دی‌اکسید پتاسیوم (KO2) جذب شده، بجای آن اکسیژن تولید می‌شود. کپسول‌های هیدروکسید لیتیوم (LiOH) هم باقی‌مانده گاز دی‌اکسید کربن را جذب می‌کنند.

## تاریخچه فضاپیمای سایوز

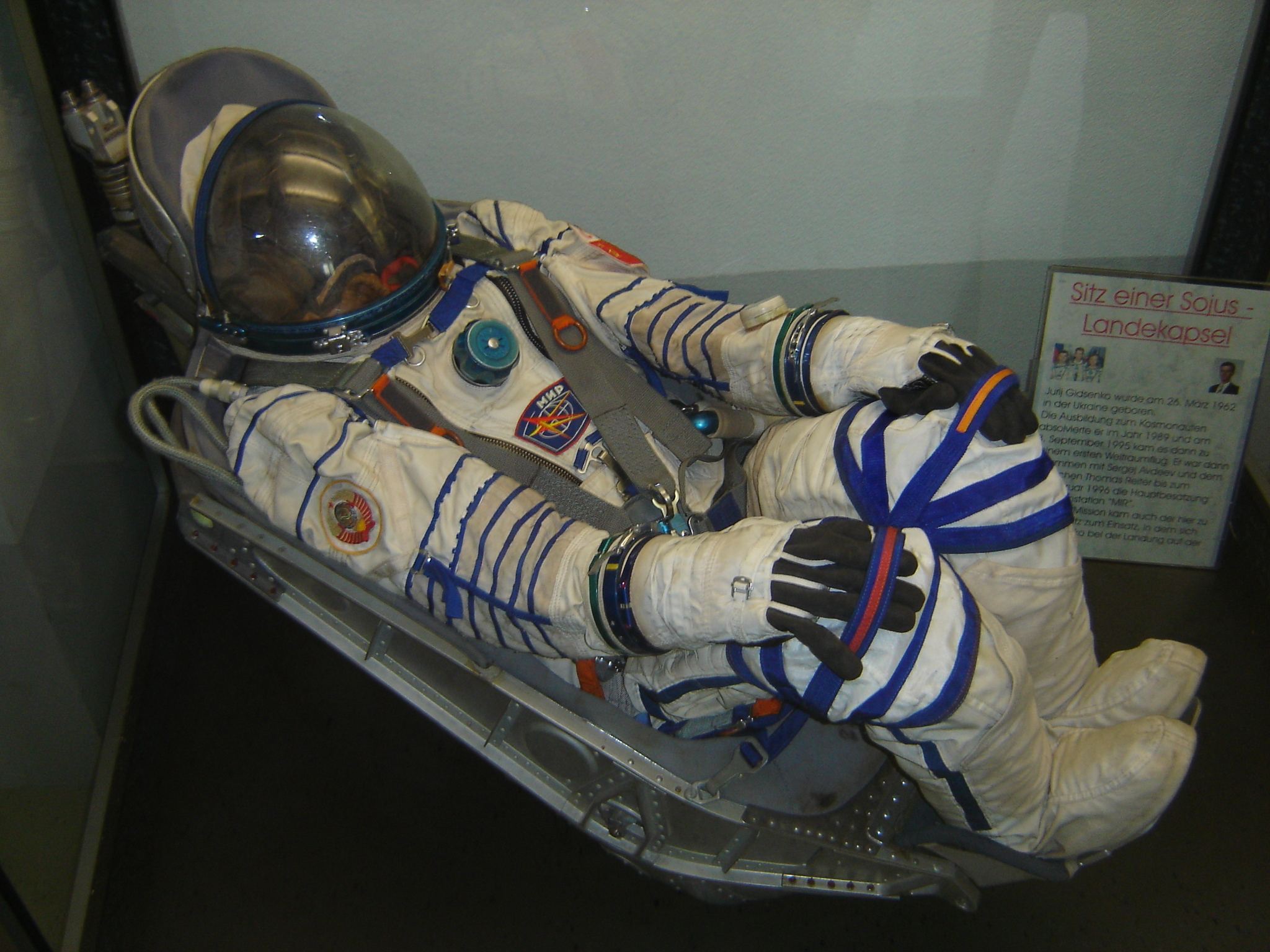
نمونه صندلی فضاپیمای سایوز-تی‌ام که برای انتقال فضانوردان به ایستگاه فضایی میر بکار می‌رفته‌است.

### آغاز برنامه سایوز
برنامه شوروی برای سفر به ماه ابتدا بر این اساس بود که سه بخش فضاپیمای ماه‌نورد به‌طور جداگانه به فضا پرتاب شوند، در مدار زمین به هم متصل شده و فضاپیمای بزرگتری تشکیل دهند. به علت پیچیدگی عملیاتی، این طرح به دو پرتاب جداگانه تغییر پیدا کرد، و در نهایت تبدیل به پرتاب کل فضاپیما در یک نوبت شد. فضاپیمای سایوز برای اجرای طرح سوم طراحی و ساخته شد، و نخستین فضاپیمایی بود که می‌توانست در فضا مستقل عمل کند، هدایت شود، و به فضاپیماهای دیگر متصل گردد.
سایوز ماه‌نورد «زوند» نام داشت و با کُد L1 شناخته می‌شد. فضاپیمای زوند از دو بخش اصلی تشکیل می‌شد: بخش فرماندهی و بخش ماه‌نشین. قرار بر این بود که این دو بخش در مسیر پرواز بین زمین و ماه به هم متصل باقی بمانند، و در مدار ماه از هم جدا شوند:
- بخش فرماندهی با دو سرنشین پس از رسیدن به نزدیکی ماه، در مدار ماه باقی بماند.
- بخش ماه‌نشین با یک سرنشین بر سطح ماه فرود آید و پس از انجام مأموریت، دوباره در مدار ماه به بخش فرماندهی متصل شود و به زمین بازگردد.

همزمان با سایوز ماه‌نورد، گونه‌ای دیگر از سایوز نیز در اواسط دهه ۶۰ میلادی مختص عملیات در مدار زمین طراحی شده بود که با کد 7K-OK شناخته می‌شد. قرار بر این بود که از این گونه درمدار زمین برای تمرین عملیات سفر به ماه استفاده شود.

### پروازهای فضایی اولیه

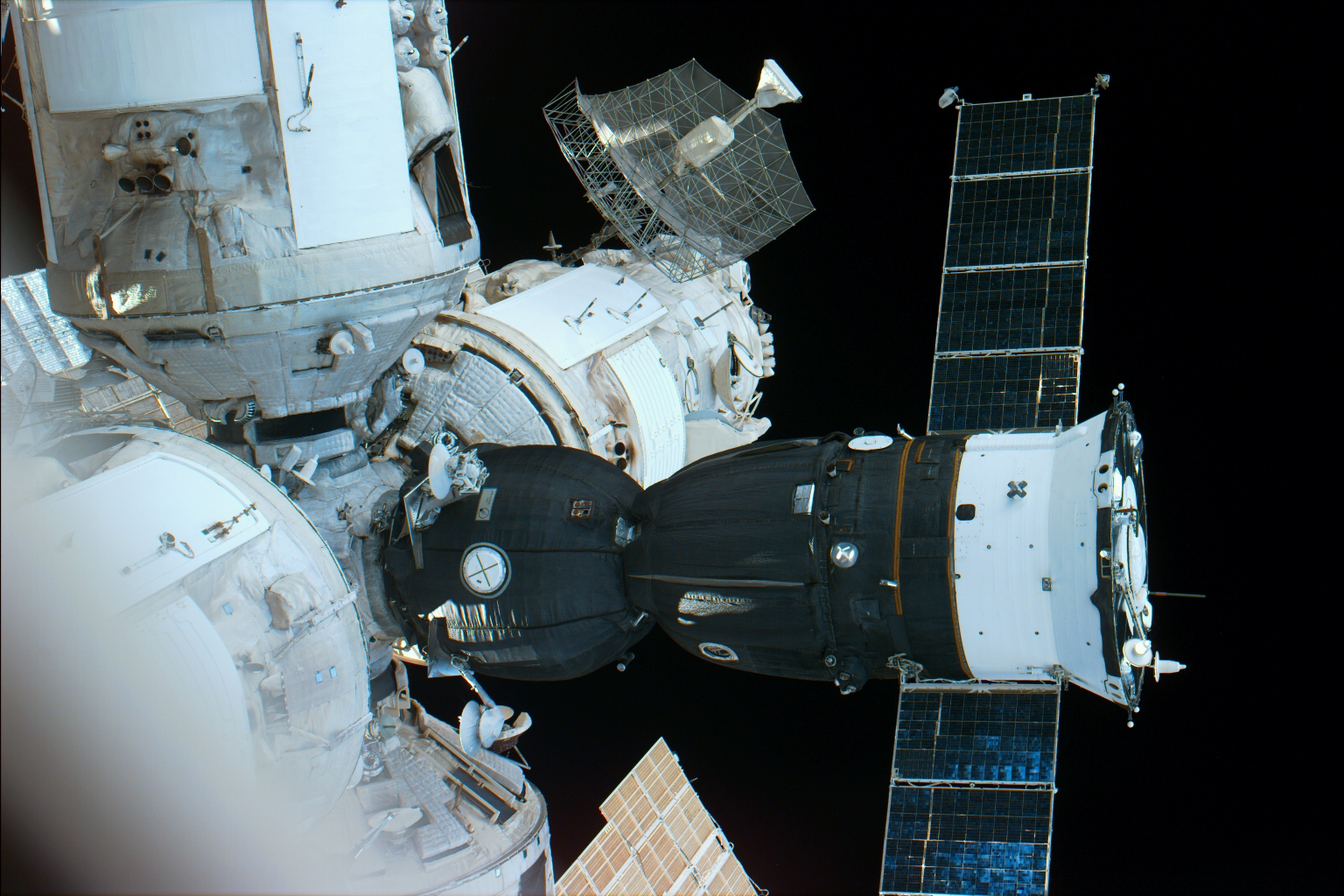
فضاپیمای سایوز تی‌ام درحالیکه به ایستگاه فضایی میر متصل شده

در فضای رقابت‌آمیز مسابقه فتح ماه، نخستین آزمایش‌های سایوز در مدار زمین به سرعت برنامه‌ریزی و انجام شد. این آزمایش‌ها نتایج متفاوتی در پی داشت. در ۲۳ آوریل ۱۹۶۷ (۳ اردیبهشت ۱۳۴۶) نخستین مأموریت این فضاپیما با نام سایوز-۱ با یک سرنشین به نام ولادیمیر کاماروف به فضا پرتاب شد. قرار بود که سایوز-۲ مدت کوتاهی پس از آن به فضا پرتاب شود تا این دو فضاپیما بتوانند در مدار زمین عملیات اتصال به یکدیگر را آزمایش کنند. به علت نقص فنی، پرتاب سایوز-۲ لغو و کاماروف مجبور به بازگشت به زمین شد. در راه بازگشت، چترنجات فضاپیما عمل نکرد که باعث سقوط آن به زمین و کشته شدن کاماروف گردید.
پس از این فاجعه، به مدت یک سال و نیم تنها فضاپیماهای بی‌سرنشین سایوز برای آزمایش به فضا پرتاب شدند. در این دوره دو فضاپیمای سایوز با موفقیت و به‌طور کاملاً خودکار در مدار زمین به هم متصل شدند. پس از رفع اشکال و اطمینان از صحت عملکرد فضاپیما، پروازهای سرنشین‌دار سایوز در اکتبر ۱۹۶۸ از سرگرفته شد.

### سایوز برای ایستگاه‌های فضایی

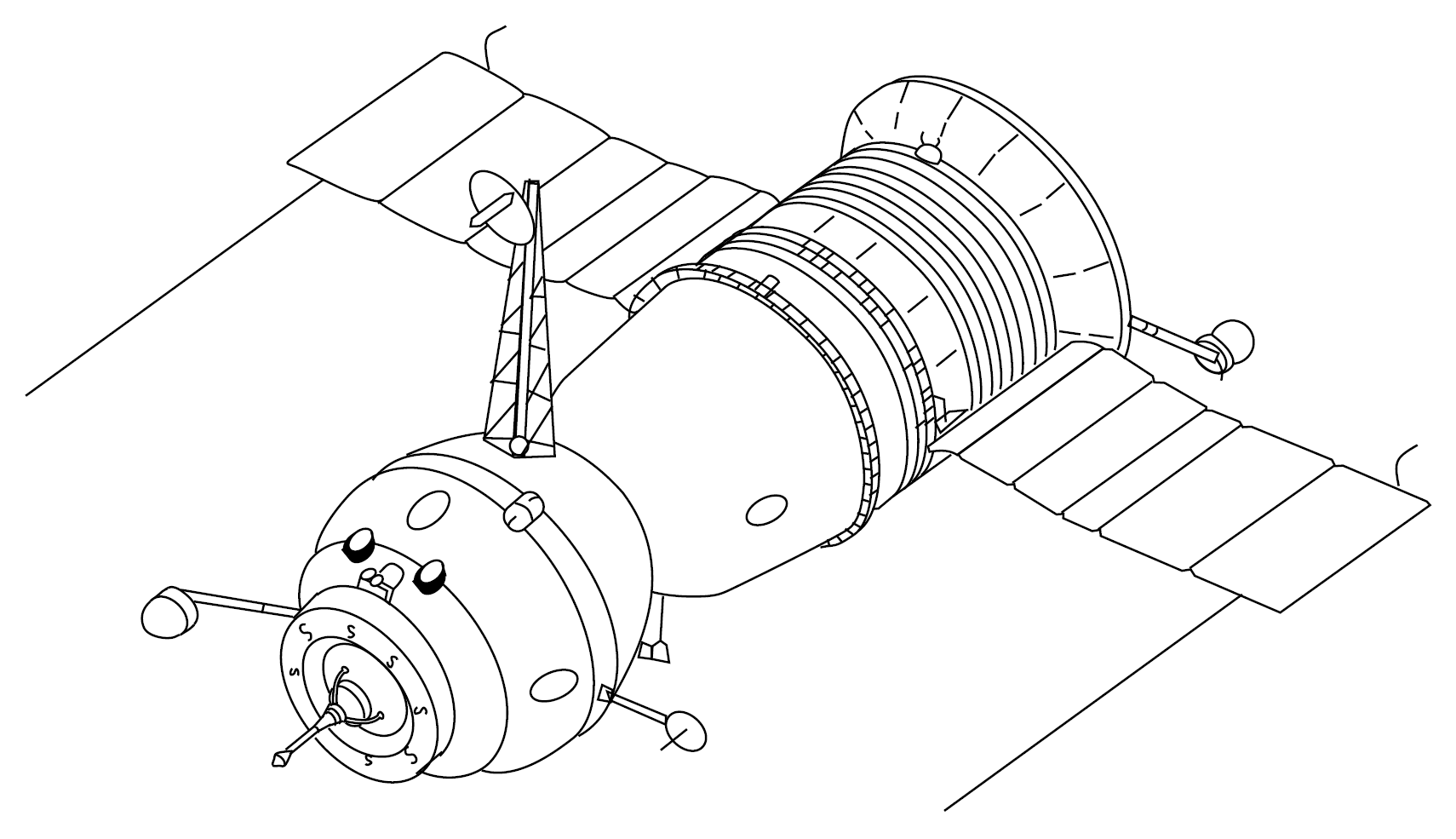
مدلی از سایوز که برای انتقال سه فضانورد (بدون لباس فضایی) به ایستگاه فضایی سالیوت-۱ استفاده شد.

پس از فرود آپولو ۱۱ بر سطح ماه، مدیران برنامه فضایی شوروی نیروی خود روی هدف مهم دیگری متمرکز کردند: ساخت ایستگاه‌های دائمی فضایی در مدار زمین!

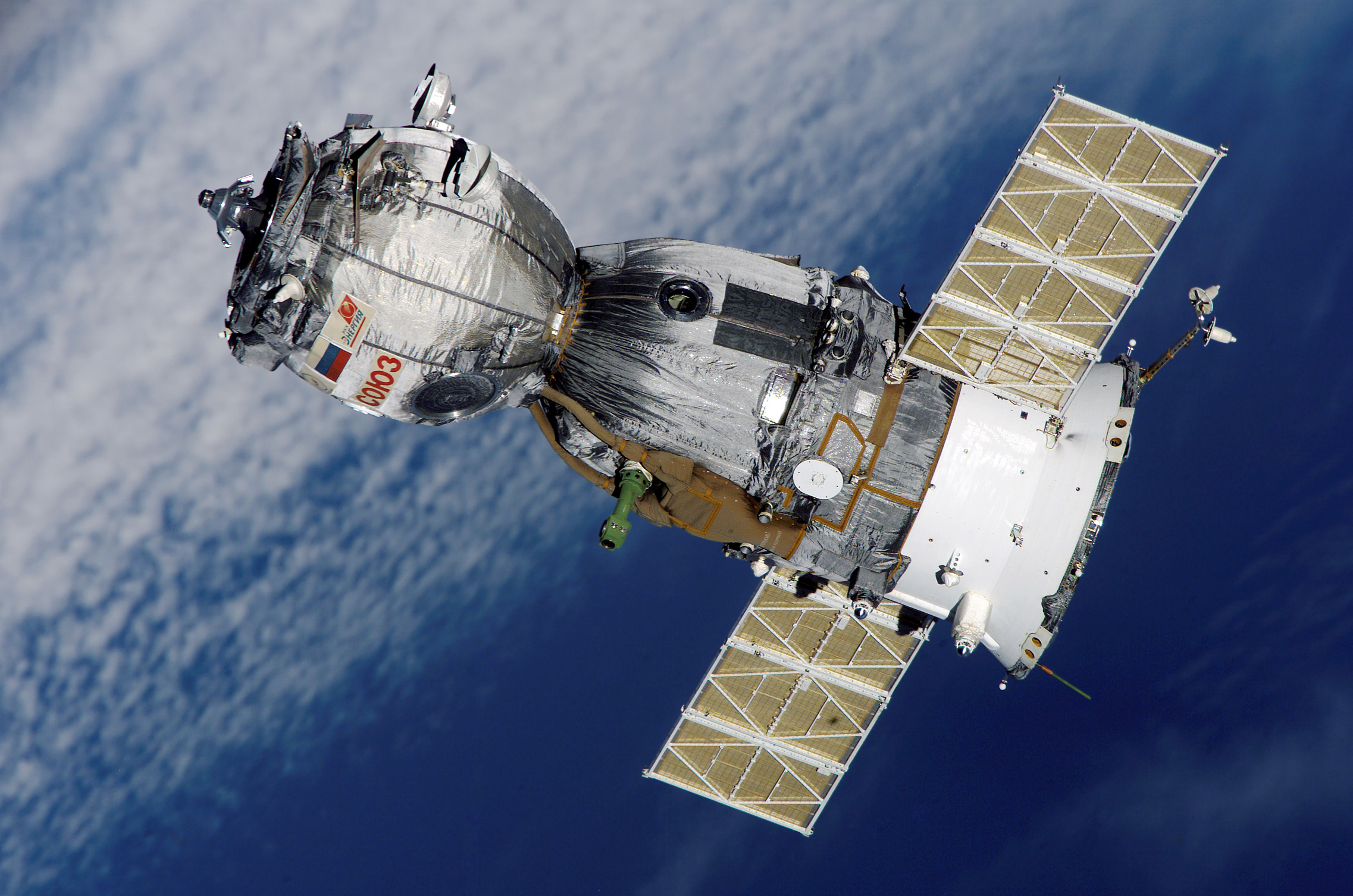
فضاپیمای سایوز تی‌ام‌تی-۷

در اواخر دهه ۶۰ میلادی، گونه جدیدی از فضاپیمای سایوز برای حمل فضانورد و بار به ایستگاه‌های فضایی سالیوت و آلماز طراحی و ساخته شد. در سال ۱۹۷۱، این مدل سایوز دو فضانورد را به ایستگاه فضایی سالیوت-۱ منتقل کرد. در راه بازگشت فضانوردان به زمین، فاجعه دیگری رخ داد: فشار هوای درون کابین فضانوردان به علت نقص فنی شدیداً کاهش پیدا کرد و باعث کشته شدن هردو فضانورد شد. از آن حادثه به بعد طراحی سایوز به نحوی تغییر کرد که فضانوردان در مراحل پرتاب و بازگشت به زمین، با لباس فضایی در کابین بنشینند تا در صورت وقوع حادثه‌ای مشابه، لباس فضایی جان و سلامت آنان را تضمین کند. از آنجاییکه لباس فضایی به جای بیشتری نیاز داشت، تعداد سرنشینان سایوز از ۳ به ۲ فضانورد کاهش پیدا کرد.
پس از رفع اشکال و انجام تغییراتی در فضاپیما، سایوز تبدیل به فضاپیمای اصلی برای حمل فضانورد و بار به مدار زمین و ایستگاه‌های فضایی شد. فاجعه سالیوت-۱ آخرین حادثه مهم فضاپیمای سایوز بود. از آن زمان تاکنون فضاپیماهای سایوز هیچ گونه حادثه‌ای نداشته‌اند.

### سایوز-تی و سایوز-تی‌ام

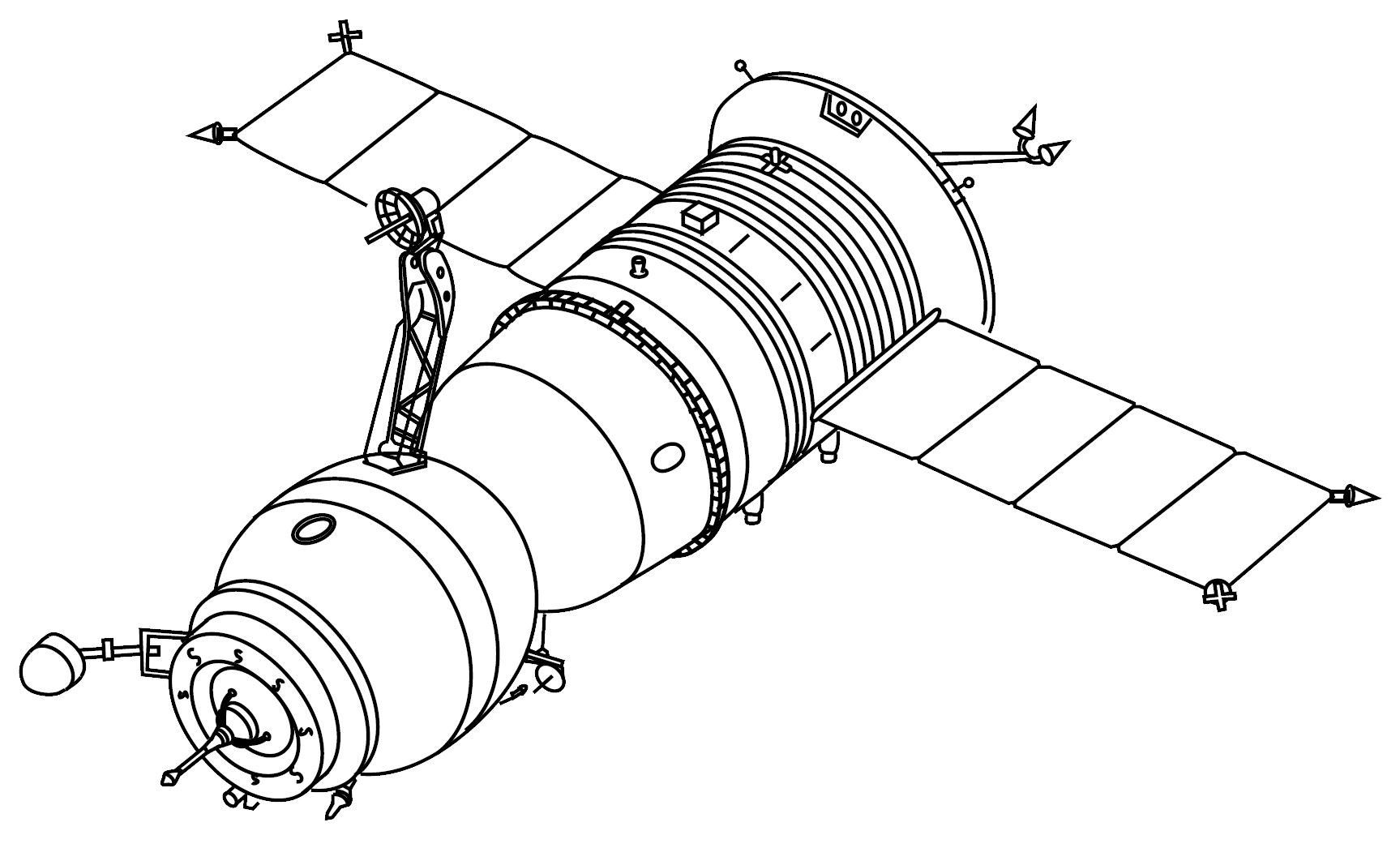
فضاپیمای سایوز-تی

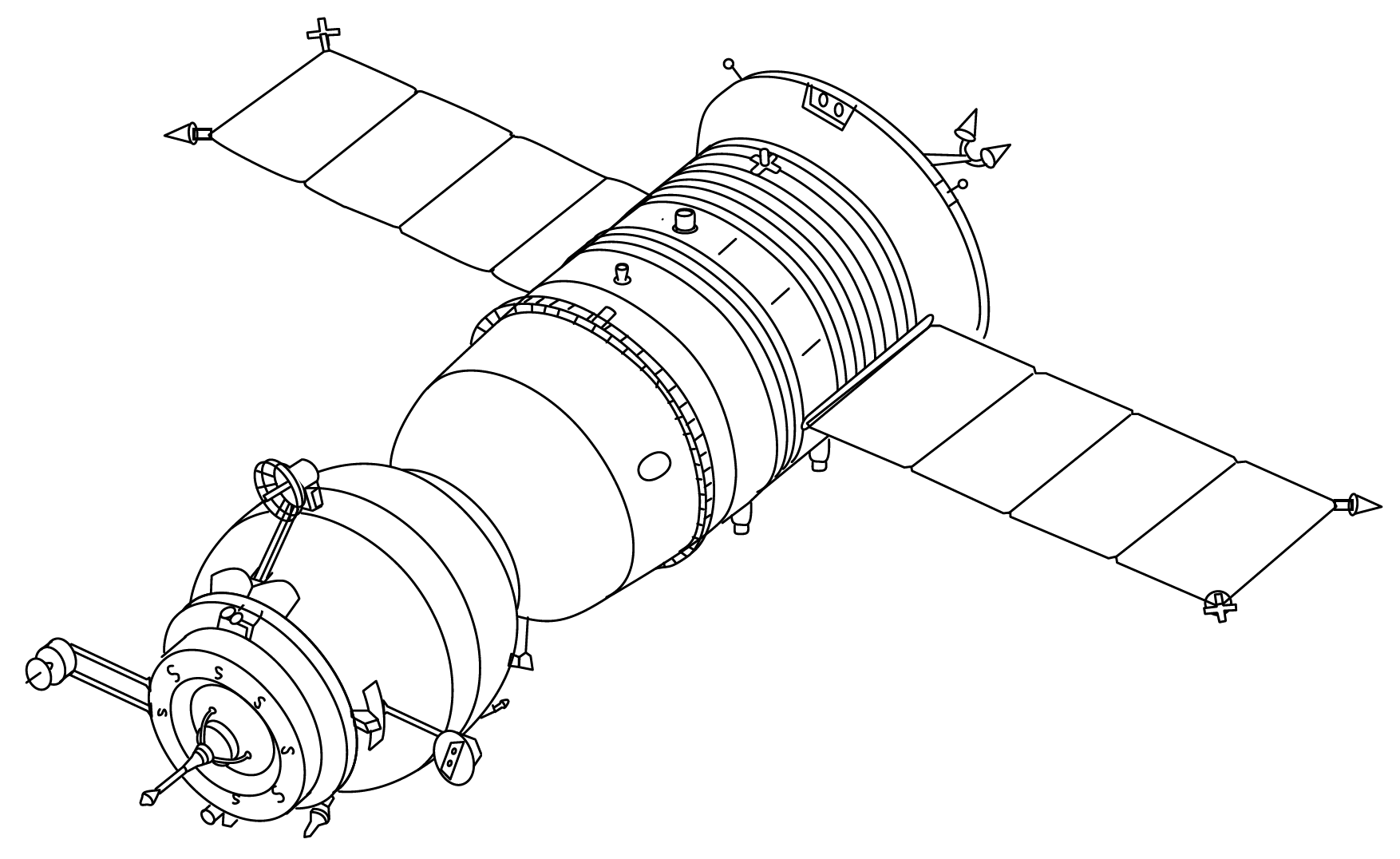
فضاپیمای سایوز تی‌ام‌ای؛ علاوه بر تغییرات داخلی، سیستم اتصال خودکار فضاپیما نیز بهبود پیدا کرد. می‌توان نشانی از این تغییرات را در آنتن‌های جلوی فضاپیما مشاهده نمود.

گونه جدیدی از فضاپیمای سایوز با نام سایوز-تی (T) در سال ۱۹۸۰، و گونه پیشرفته‌تری با نام سایوز-تی‌ام (TM) در سال ۱۹۸۶ ساخته و به خدمت گرفته شدند. سایوز-تی‌ام برای انتقال فضانورد و بار به ایستگاه فضایی نسل دوم شوروی یعنی ایستگاه میر بکار گرفته می‌شد.
در این گونه جدید ابزار ناوبری پیشرفته‌تری تعبیه شده بود، و ابزار و امکانات نجات اضطراری فضانوردان نیز بهبود داده شده بود.
یکی از مهم‌ترین تغییرات در سایوز-تی و سایوز-تی‌ام، امکان حمل سه سرنشین بود بطوریکه هرسه فضانورد می‌توانستند در طول مراحل پرتاب و فرود لباس فضایی به تن داشته باشند.

### سایوز-تی‌ام‌ای

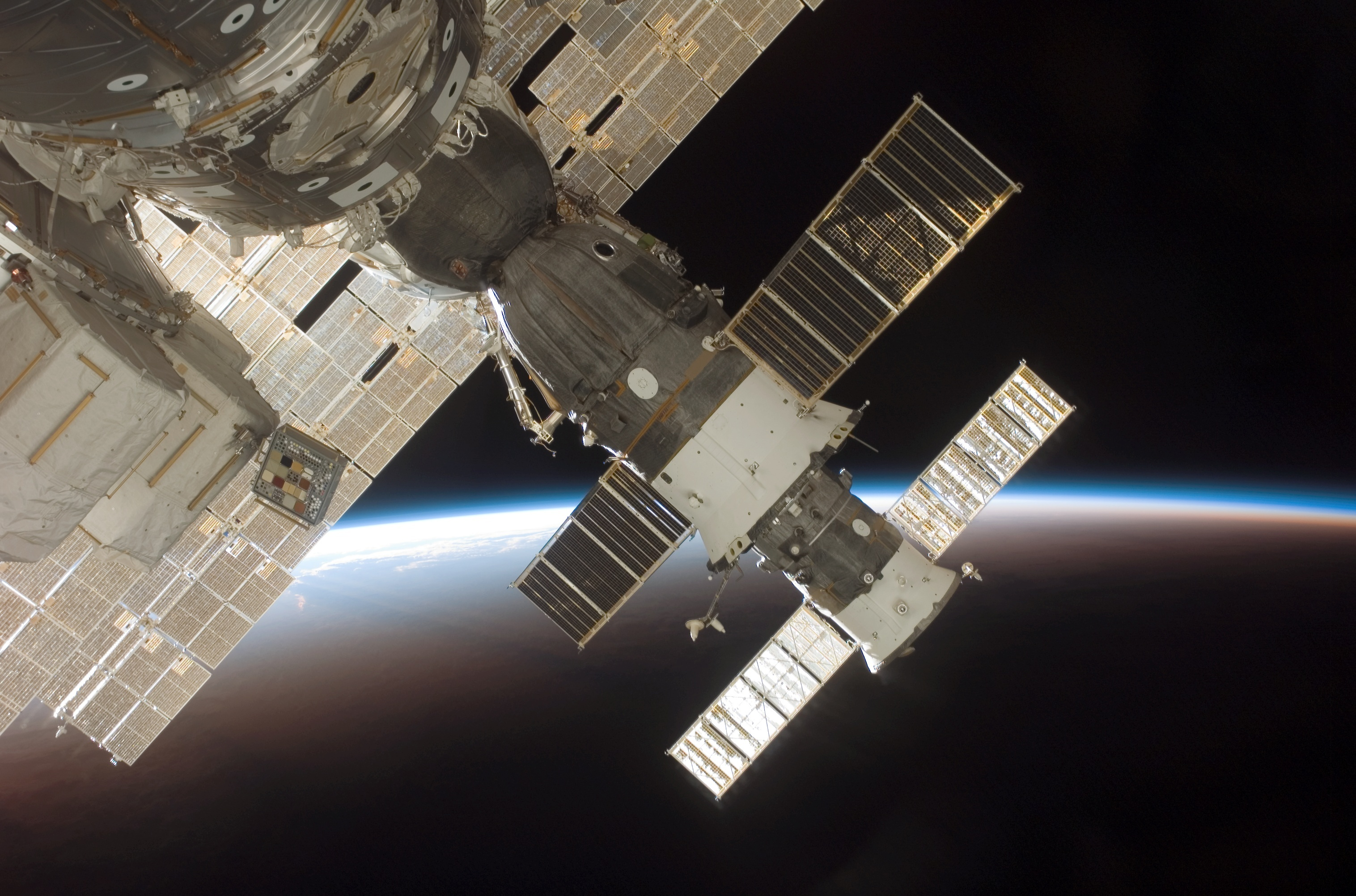
فضاپیمای سایوز تی‌ام‌ای-۹ حامل انوشه انصاری پس از اتصال به ایستگاه فضایی بین‌المللی

سایوز-تی‌ام‌ای (TMA) جدیدترین گونه از فضاپیمای سایوز است که از سال ۲۰۰۳ وارد خدمت شده و در حال حاضر برای سرویس‌دهی به ایستگاه فضایی بین‌المللی بکار می‌رود. عمده‌ترین تفاوت سایوز-تی‌ام‌ای با مدل‌های قبل، نبود محدودیت قد برای فضانوردان است. بدین ترتیب، پس از اتصال سایوز-تی‌ام‌ای به ایستگاه فضایی بین‌المللی، فضانوردان صرف نظر از ملیت و قد خود می‌توان از آن در هنگام خطر و حادثه به عنوان وسیله نجات اضطراری استفاده کنند و به زمین بازگردند.

## آینده سایوز
به خاطر ضریب اطمینان بالا و عملکرد خوب سایوز، استفاده از گونه‌های جدید این فضاپیما کماکان ادامه خواهد داشت. دو گونه جدید سایوز برای آیندهٔ نزدیک در دست طراحی و ساخت است:

### سایوز-تی‌ام‌ای‌تی
سایوز تی‌ام‌ای‌تی (TMAT) نمونه بهبود یافته سایوز تی‌ام‌ای خواهد بود. این فضاپیما به ابزار ناوبری پیشرفته‌تر و سبک‌تر، و سخت‌افزار اتصالی جدیدی مجهز خواهد شد.

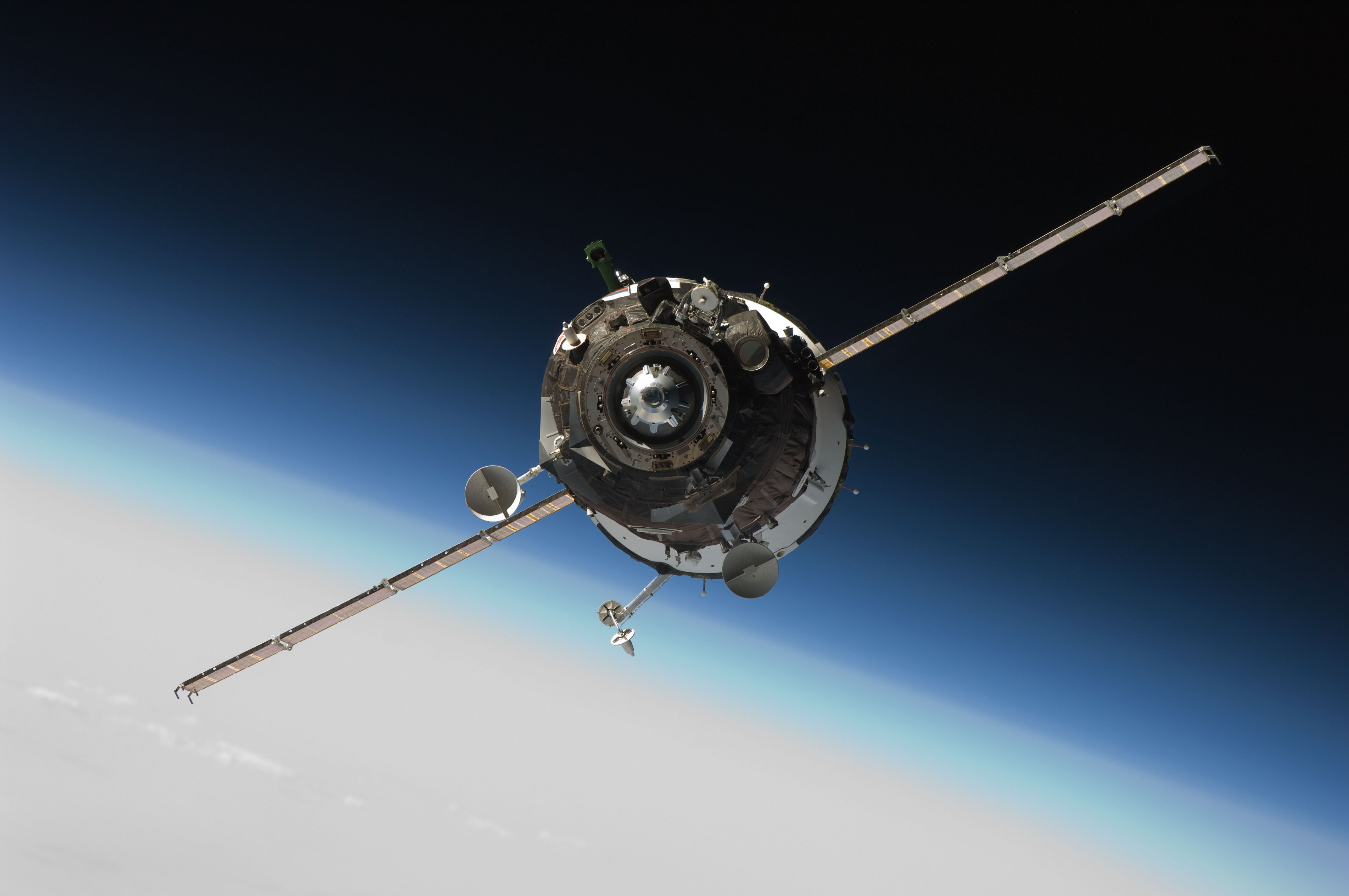
فضاپیمای سایوز تی‌ام‌ای-۱۶ در حالت ویژه برای نزدیکی به ایستگاه فضایی بین‌المللی حامل فضانورد آمریکایی ناسا جفری ویلیامز و فضانورد روسی ماکسیم سورایف (فرمانده سفینه)

### سایوز-ای‌سی‌تی‌اس
سایوز-ای‌سی‌تی‌اس (ACTS مخفف Advanced Crew Transportation System) یا سایوز-کی (K) نتیجه توافق سازمان فضایی روسیه با سازمان فضایی اروپا در سال ۲۰۰۶ است، و از این رو به «یورو-سایوز» نیز مشهور است. هدف اصلی برای ساخت این مدل، آماده‌سازی فضاپیمایی برای سفر به ماه است.
مهم‌ترین تغییر در این مدل سایوز، استفاده از بخش مداری جدید و بزرگتری است که توسط سازمان فضایی اروپا طراحی و ساخته خواهد شد. مهندسان اروپایی در ساخت این بخش مداری از تجربیات خود در ساخت فضاپیمای ترابری خودکار استفاده خواهند کرد.

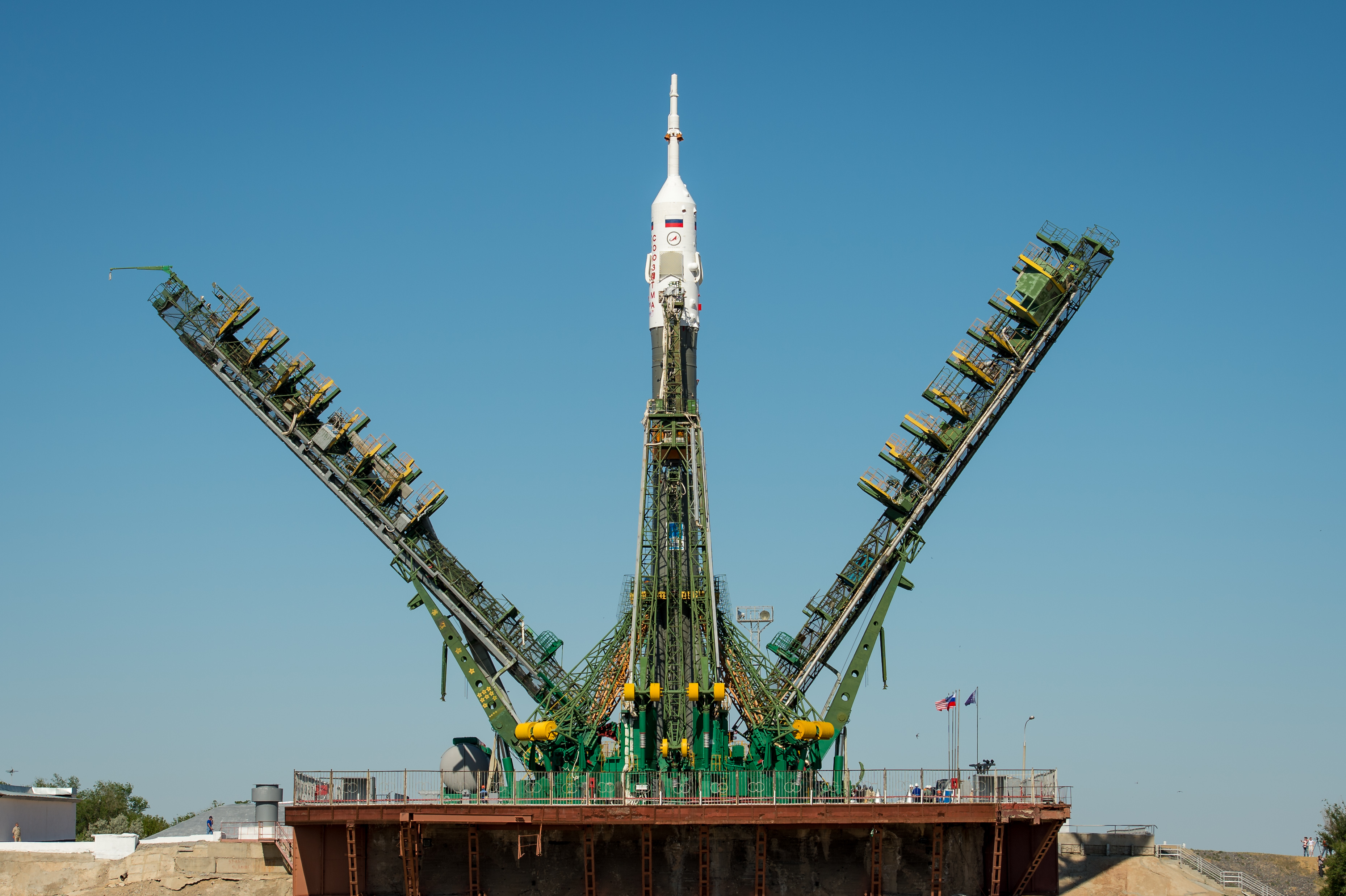
در تاریخ ۲۸ مه ۲۰۱۳ (۷ خرداد ۱۳۹۲) موشک روسی سایوز که حامل سه فضانورد بود از پایگاه فضایی بایکونور در قزاقستان به فضا پرتاب گردید. این موشک به ایستگاه فضایی بین‌المللی پیوست. این سه فضانورد روس، ایتالیایی و آمریکایی می‌باشند.

## جستارهای وابسته

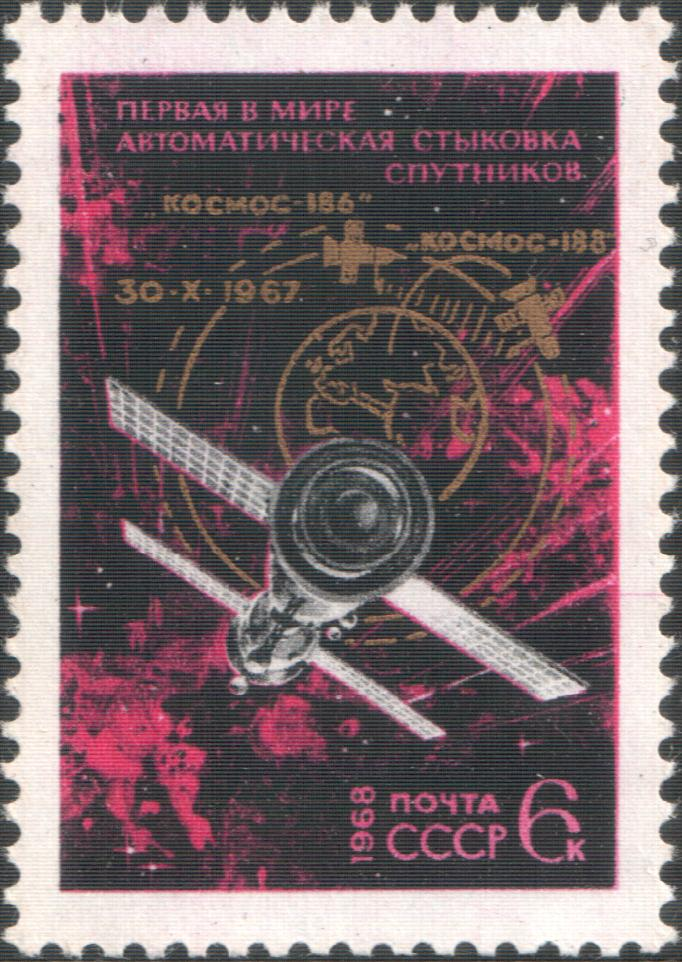
تمبر ۶ کوپکی به مناسبت اتصال خودکار دو فضاپیمای سایوز با نام‌های کاسموس ۱۸۶ و کاسموس ۱۸۸ در مدار زمین؛ اتحاد شوروی سال ۱۹۶۸